# St. Ulrich (Ellgau)

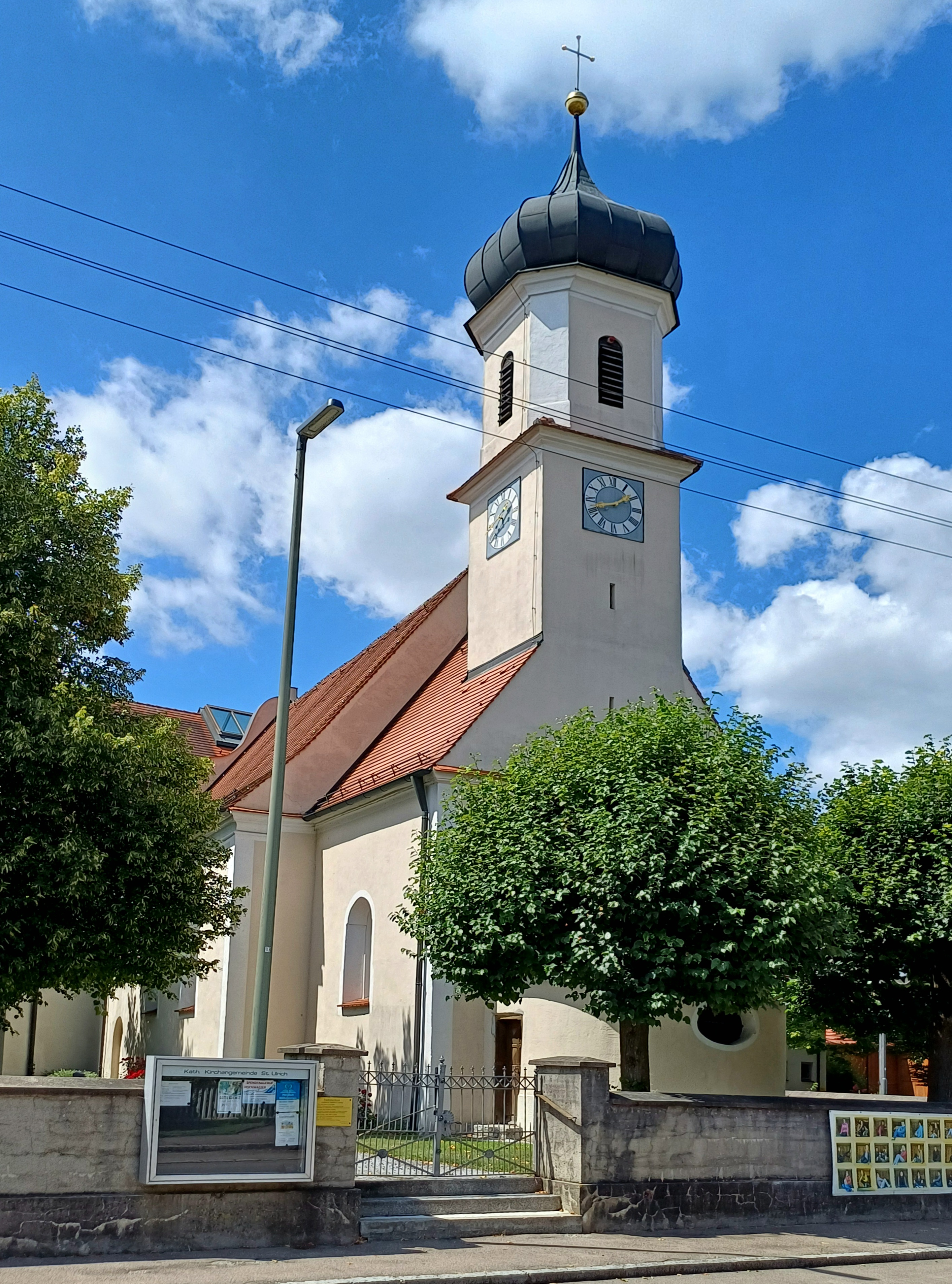
Alte katholische Pfarrkirche St. Ulrich in Ellgau

Die römisch-katholische Kuratiekirche St. Ulrich steht in Ellgau im schwäbischen Landkreis Augsburg von Bayern. Das Bauwerk besteht aus der alten, denkmalgeschützten Kirche aus dem 15. Jahrhundert und dem Neubau aus den 1990er Jahren. Die Kirche gehört zum Dekanat Augsburg-Land des Bistums Augsburg.

## Geschichte
Die Kirche wurde Mitte des 15. Jahrhunderts errichtet. 1765/1766 wurde die Kirche umgebaut. Die bis dahin gotische Kirche wurde barockisiert, der Kirchturm abgerissen und durch den heute noch existierenden ersetzt. 1923 wurde der Bau nach Westen verlängert. Im Zuge umfassender Sanierungs- und Umbaumaßnahmen 1992 bis 1995 wurde der Anbau wieder abgerissen, um Platz für die aktuellen Erweiterungen zu schaffen, der historische Altbau blieb aber im Prinzip erhalten. 1993 wurde der Grundstein für den Neubau gelegt, 1994 fand die feierliche Weihe der Kirche in ihrer neuen Gestalt statt. Heute besteht St. Ulrich aus zwei Kirchen unter einem Dach: dem Neubau, in dem die regulären Gottesdienste gefeiert werden und dem Altbau, der für besondere Veranstaltungen genutzt wird.

## Beschreibung

### Der Altbau
Die Saalkirche besteht aus einem Langhaus, das 1923 nach Westen verlängert wurde, einem eingezogenen Chor im Osten, in den der Kirchturm halb eingestellt ist. Der Innenraum des Langhauses ist mit einer Flachdecke überspannt, der des Chors mit einem Kreuzrippengewölbe. Die quadratischen Geschosse des Kirchturms wurden mit einem achteckigen aufgestockt, das den Glockenstuhl beherbergt, und mit einer Zwiebelhaube bedeckt. Um 1923 wurden Fresken im Langhaus und an der Brüstung der Empore angebracht. Der Hochaltar wird von den Statuen des Franz Xaver und des Franz von Assisi flankiert. Auf dem Altarretabel ist Ulrich von Augsburg, der Kirchenpatron, dargestellt. Die Statuette der Maria im Ährenkleid im Altarauszug des rechten Seitenaltars wird Johann Georg Bschorer zugeschrieben.

### Der Neubau
Der Neubau, mit dem barocken Altbau als Annex, ist ein hoher Saal mit einer Decke aus Holzpaneelen. Der Altarraum, zu dem zwei Stufen führen, wird durch ein groß dimensioniertes Ulrichskreuz an der Rückwand mit einem zentralen Rundfenster dominiert. Altar, Ambo, und Tabernakel sind aus Jurakalkstein und Aluminiumguss. Sind ebenso wie die Sedilien Arbeiten des Ateliers Norbert G. Zagel aus Langweid.